# Bostonský masakr

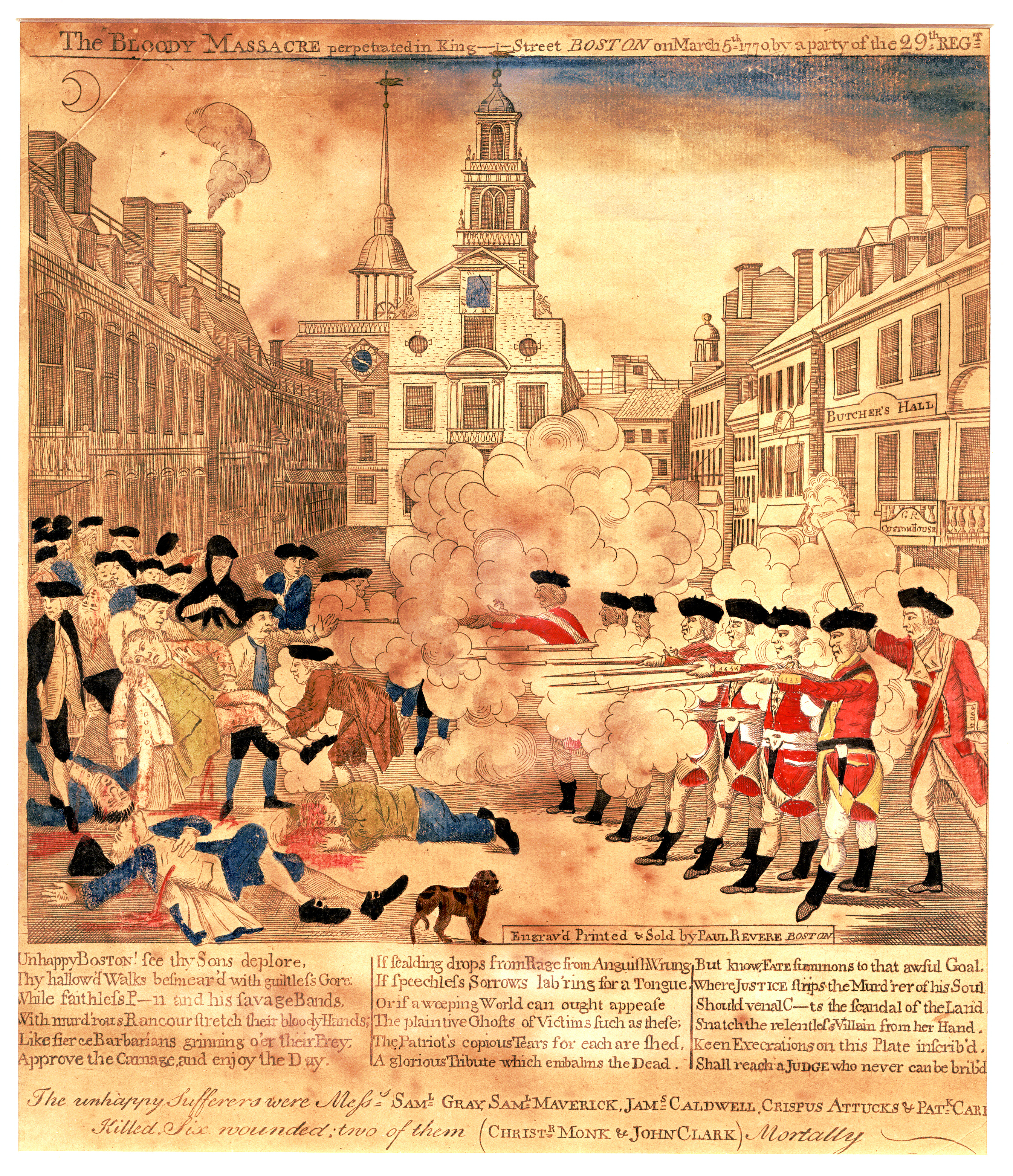
Bostonský masakr

Bostonský masakr (Boston Massacre) byl konflikt mezi kolonisty a britskými vojáky v Bostonu. Britští vojáci 5. března 1770 při něm zabili pět civilistů.

## Průběh konfliktu

### Počátky
Začátkem března rozepře mezi kolonisty a vojáky vyvrcholily. Červenokabátníkům jejich příjmy z Anglie nestačily, času měli dost nazbyt, a tak vyhledávali práci u kolonistů. 2. března 1770 se jeden z červenokabátníků rozhodl hledat práci u amerického obchodníka, který by byl ochoten mu ji i poskytnout, ale byla to práce pod úroveň anglického vojáka. Měl možnost za minimální plat čistit záchodky v přístavu. Tato nabídka ho rozzuřila a chvíli na to se vrátil i s posilami asi tuctu mužů, což vedlo k potyčce.

### Vyvrcholení konfliktu
Situace vyvrcholila 5. března 1770 před bostonskou celnicí na King Street. Tam proběhla hádka mezi anglickým úředníkem a americkým holičem. Holič za své služby od anglického úředníka nedostal zaplaceno a požadoval svůj výdělek. Hádka upoutala pozornost skupiny protestujících kolonistů. Seběhl se tam dav lidí, na jedné straně kolonisté, na straně druhé britští vojáci. Kolonisté začali červenokabátníkům nadávat, házet po nich sněhové koule, smetí a skořápky od ústřic. Rozezněl se požární zvon, a to přivolalo před celnici mnohem více dalších lidí. Zmatení vojáci zahájili do davu palbu. Pět lidí bylo zastřeleno a dalších jedenáct zraněno. Zpráva o masakru v Bostonu se rychle šířila do ostatních kolonií. Vylíčení událostí bylo ale často zkreslené a upravené v neprospěch Britů.

### Dozvuky
Koncem dubna 1770 parlament zrušil většinu Townshendových zákonů kromě cla na čaj, ten zůstal v platnosti jako známka autority parlamentu. Townshendovy zákony sice byly zrušeny, ale v platnosti zůstávaly zákony o cukru, o měně, o ubytování, a také Úřad celních komisařů i soud viceadmirality stále ovládali Britové. Britské loďstvo kontrolovalo pobřežní vody a červenokabátníci ačkoliv se stáhli pryč z Bostonu, zůstávali trvalou hrozbou.
Další incident nastal v červnu 1772, kdy britská válečná loď hlídkující u břehů Rhode Islandu narazila na mělčinu. Skupinka místních osadníků vtrhla na loď; při potyčce pobili posádku a loď zapálili. Tato událost je také známa jako aféra Gaspee. Následné vyšetřování bylo neúspěšné a viníci zůstali neznámí. Čtyři dny po přepadení oznámil massachusettský guvernér Thomas Hutchinson provinčnímu sněmu, že od nynějška bude jeho plat hrazen z celních příjmů. Ze stejného zdroje budou placeni nejvyšší soudci, takže jejich příjmy již nebudou závislé na sněmu. To znamenalo, že soudci a Hutchinson budou placeni přímo z Londýna, tím obešel koloniální zákony.
V listopadu 1772 Samuel Adams přesvědčil bostonské městské shromáždění, aby vydalo prohlášení o právech a stížnostech pomocí korespondenčního výboru. Také vyzval ostatní města, aby učinily totéž. V březnu 1773 byly korespondenční výbory skoro v každém městě, spojovaly vlastence ve všech koloniích a poskytovaly pevnou půdu pod nohama vládě rebelů. Virginský korespondenční výbor navrhl, aby fungovaly na mezikoloniálním základě a jednaly spolu. Jako celek lépe mobilizovaly veřejné mínění a udržovaly hněv stále živý.

## Inspirace ve filmu
Televizní minisérie John Adams (2008), která vypravuje životní příběh otce budoucího presidenta USA, začíná obdobím bostonského masakru.